# Tifoseria dell'Associazione Calcio Milan

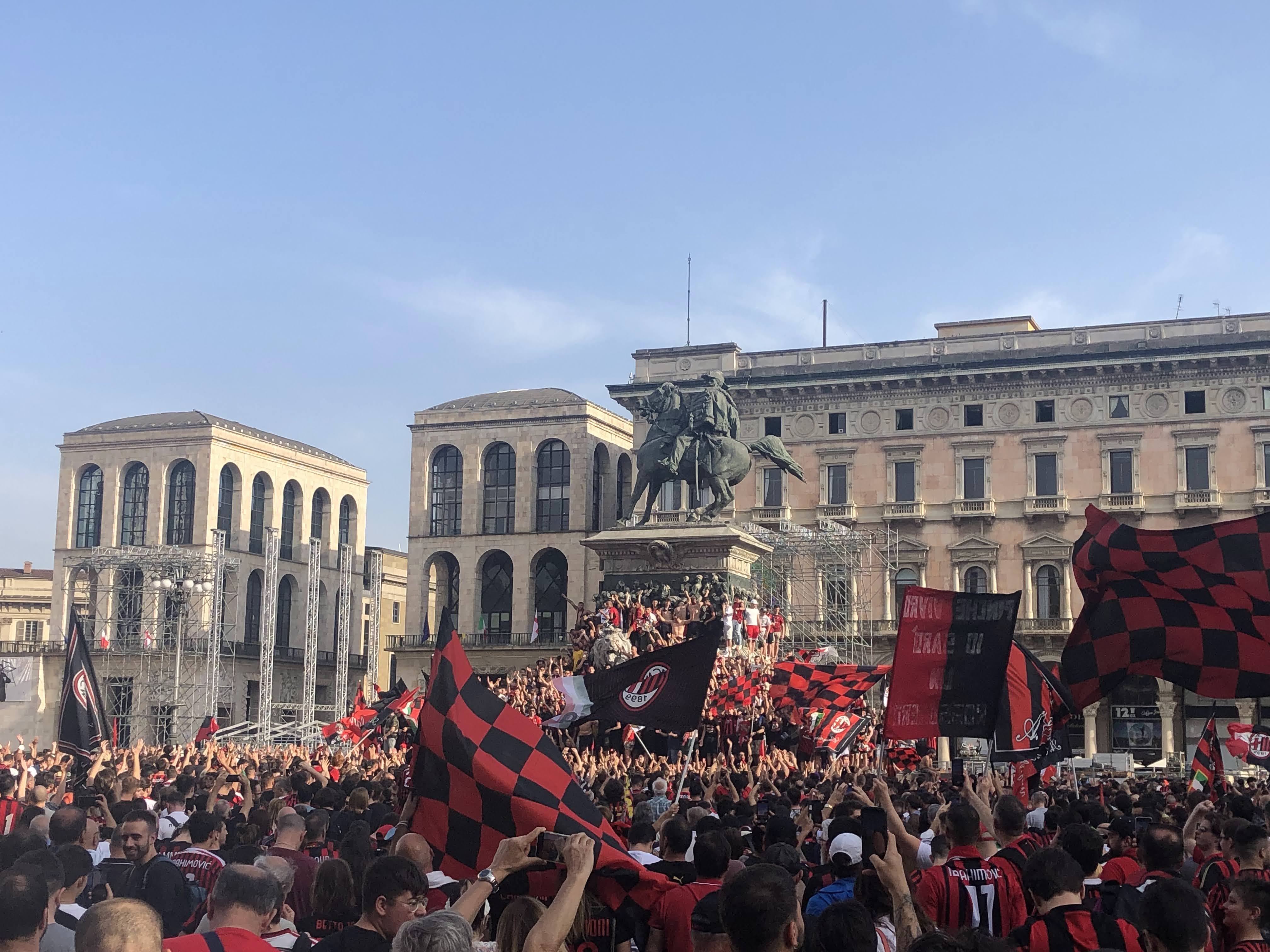
Vessilli rossoneri sventolano in piazza del Duomo a Milano per i festeggiamenti del 19º scudetto, il 22 maggio 2022.

Nella presente pagina sono riportate informazioni sui tifosi dell'Associazione Calcio Milan

## Contesto
Il tifo calcistico in Italia, fenomeno sociale e culturale, nasce negli anni 1920 con il diffondersi su tutto il territorio nazionale della pratica agonistica del calcio. A Milano, era l'inizio di una rivalità storica. Da una parte i casciavìt e dall'altra i baùscia. Nella periferia milanese sostenuta dalla gente delle popolari case di ringhiera, i milanisti superano i baùscia nerazzurri della centrale Arena Civica e della ricca borghesia dei bei palazzi cittadini. I rossoneri erano i rappresentanti della Milano proletaria, della Milano che per campare faceva lavori manuali, lavori di forza e fatica. Abituata a usare il cacciavite, casciavit nell'idioma meneghino.

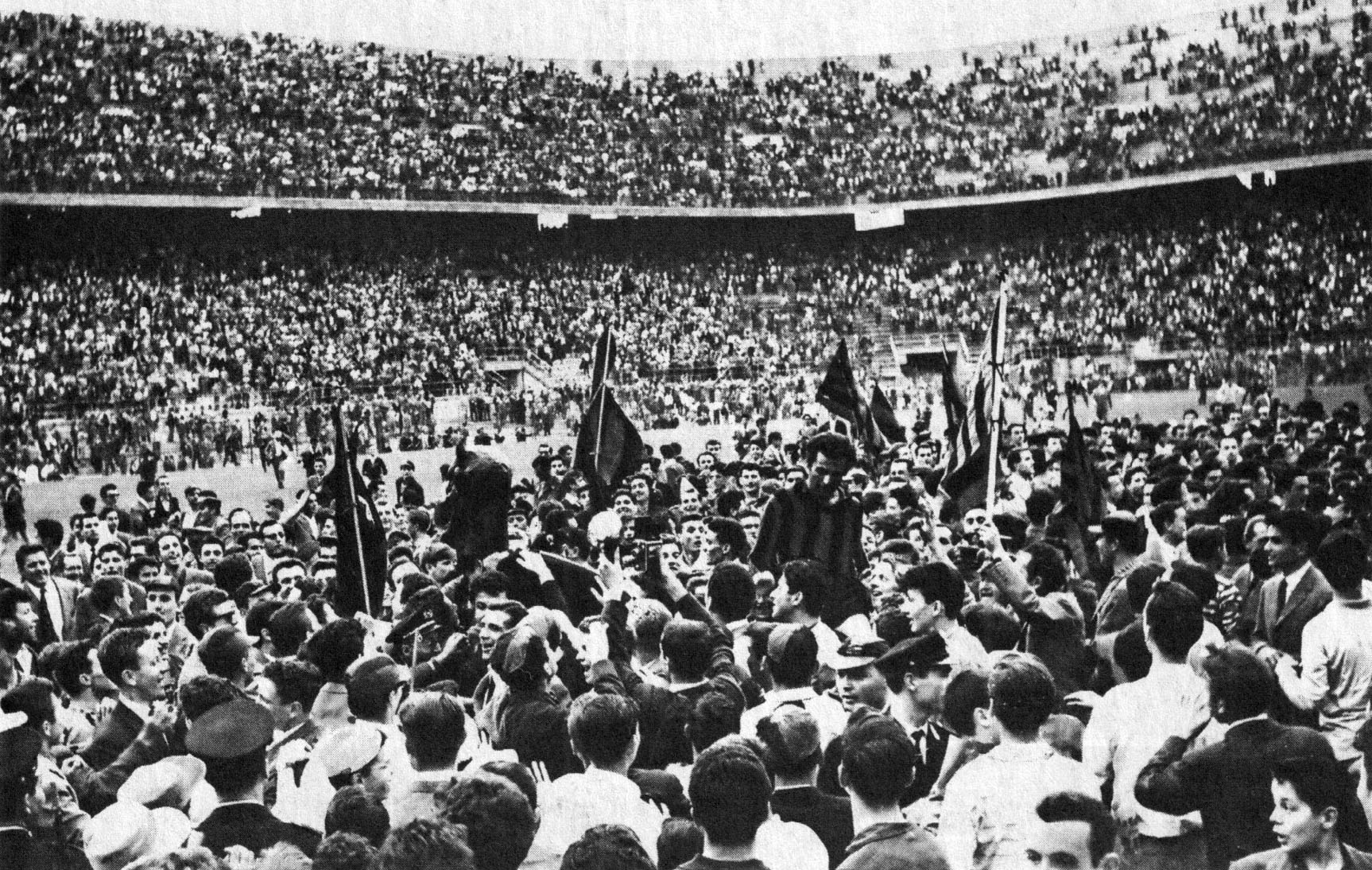
I tifosi rossoneri invadono il campo di San Siro e portano in trionfo i loro beniamini, al termine della vittoriosa sfida contro l' (7-0) del 2 giugno 1959, che valse la matematica conquista del 7º scudetto.

Questa classificazione terminologica tra le due tipologie di tifosi andrà spegnendosi sul finire degli anni 1960 insieme alla riconfigurazione dell'assetto socioeconomico dell'Italia e della realtà lombarda, sino a essere ormai inutilizzabile se non per ragioni puramente burlonesche e di sfottò.

## Composizione demografica
Nella città di Milano, secondo un sondaggio condotto dall'istituto di rilevazioni SWG, su una metà della popolazione che ha dichiarato di aver interesse per il calcio, nel 2023 il Milan risultava il club con più tifosi, con una percentuale del 43% delle preferenze.
In ambito nazionale, secondo la ricerca multiclient annuale "Sponsor Value", realizzata dal 2001 da StageUp e Ipsos su un campione di riferimento nella popolazione italiana di età compresa tra 16 e 64 anni, al 2023 il Milan risultava essere la terza squadra di Serie A più tifata d'Italia, potendo contare su un seguito stimato in circa 3 943 000 tifosi; i rossoneri, oscillando negli anni con l'Inter tra il secondo e il terzo posto anche in questa particolare rilevazione sui supporter, rispetto al quadrienno precedente dell'indagine "Sponsor Value" risultano avere in linea di massima la stessa base di tifosi (4,2 milioni e secondo posto nel 2022, 4,1 milioni e secondo posto nel 2021, 3,6 milioni e terzo posto nel 2020 e 3,9 milioni e terzo posto nel 2019).
Sempre in Italia, in base ai sondaggi condotti dalla società Demos & Pi sul tifo calcistico e sportivo degli italiani, pubblicati sul quotidiano la Repubblica e realizzati quasi annualmente nel periodo compreso tra il 2005 e il 2024, il Milan in tutte le rilevazione oscilla tra il secondo e il terzo posto quale club più sostenuto nel Paese, alternandosi sempre con i "cugini" dell'Inter, con in media una percentuale di tifoseria di circa il 16% tra coloro che seguono il calcio; l'ultima rilevazione, nel 2024, le attribuisce il secondo posto a pari merito con i nerazzurri con il 15% di tifosi mentre quella con il valore più alto è stata nel 2007 (secondo posto con il 22,60%) e quella con il valore più basso si è avuta nel 2008 (terzo posto con il 13,60%). Sempre per Demos & Pi, nel 2023 i sostenitori del Milan erano distribuiti soprattutto nel nord Italia: infatti, la società rossonera risultava essere anche la squadra con il più alto numero di sostenitori nella regione geografica del Nord-Est (29%) e al secondo posto nel Nord-Ovest (28%, dietro la Juventus).
A livello europeo quella rossonera risulta la settima squadra per numero di tifosi, prima delle italiane, come emerso da uno studio pubblicato dalla società tedesca Sport+Markt nel 2010.

## Spettatori
La tifoseria rossonera contribuisce ad una percentuale di riempimento dello Stadio Giuseppe Meazza, durante le gare casalinghe del Milan, pari al 94,61% che risulta tra le più alte del panorama calcistico italiano nella stagione 2023-2024; in termini assoluti di spettatori allo stadio, dalla stagione 2000-2001 in poi, il Milan è stato più di una volta in vetta a questa particolare classifica per quanto concerne i club di Serie A. La migliore media di pubblico stagionale per la squadra, in campionato, è stata però registrata in periodo un precedente, nell'annata 1991-1992 con 77 868 spettatori per gara, da allora record imbattuto per un club italiano. I tifosi milanisti fecero invece segnare il primato di abbonamenti stagionali in campionato per il club, acquistando 73 034 tessere, nella seguente stagione 1992-1993, anche in questo caso record attuale per una squadra di Serie A.
Il record assoluto di spettatori per un incontro casalingo del club venne stabilito il 12 marzo 1961, per la partita di Serie A contro la Juventus, con un pubblico di 86303 persone allo Stadio Giuseppe Meazza di Milano; quest'incontro risulta al terzo posto assoluto in Serie A, nella classifica delle partite con il maggior numero di spettatori. Il record di maggior numero di spettatori casalinghi, al Meazza, nelle coppe europee è condiviso da Milan-Barcellona (26 settembre 2000, Champions League) e Milan-Rangers (27 novembre 1957, Coppa dei Campioni), entrambe con 85000, mentre quello in Coppa Italia è registrato ancora contro la Juventus, con un pubblico di 83928 il 25 aprile 1990.

## Fan club
Nel 1967 viene fondata l'Associazione Italiana Milan Clubs che raccoglie tutti i club di tifosi del Milan presenti sul territorio italiano e all'estero.

## Tifoseria organizzata

### Fossa dei Leoni

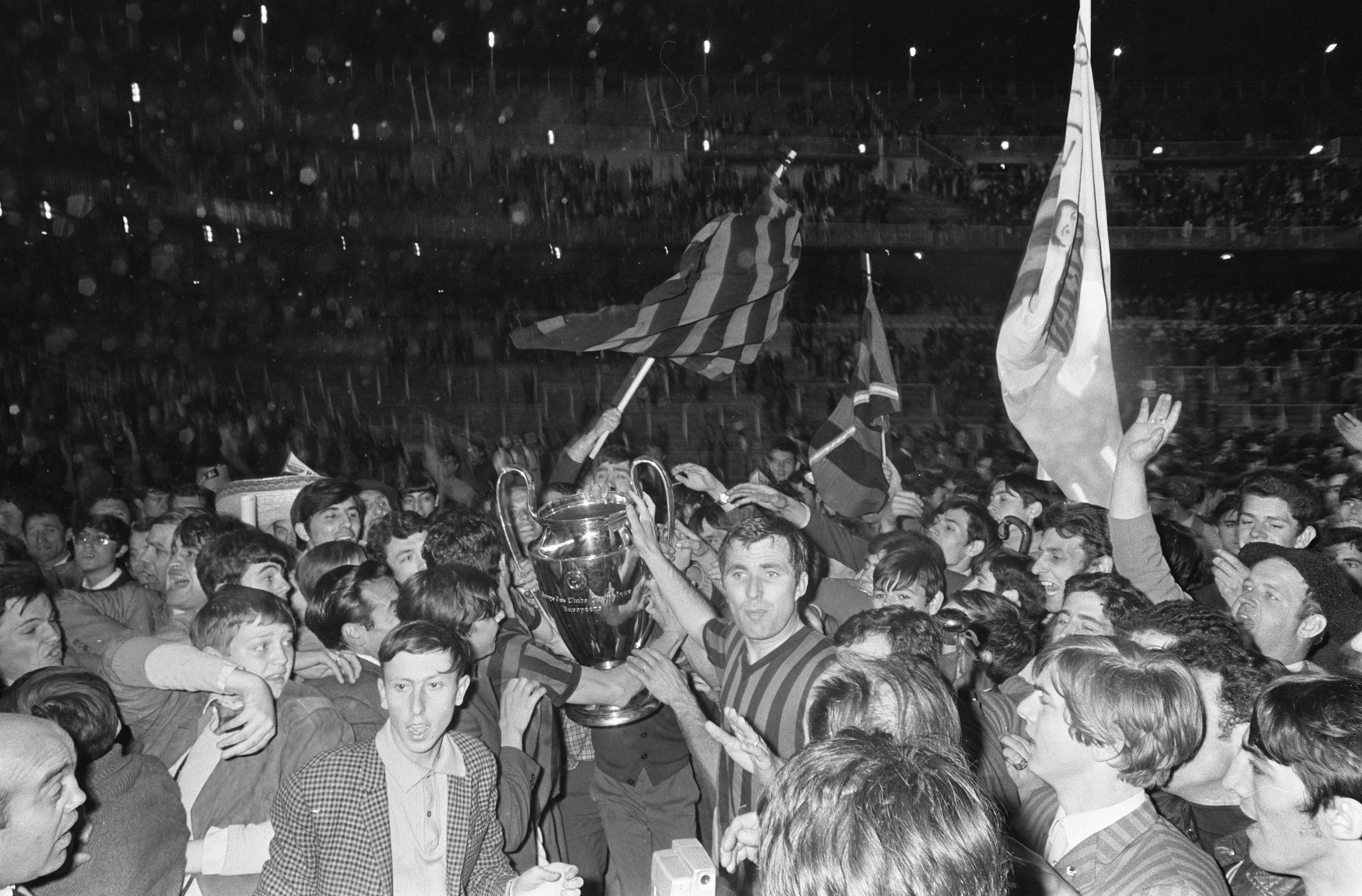
L'invasione di campo dei tifosi milanisti al seguito della squadra allo stadio Santiago Bernabéu di Madrid, al termine della vittoriosa finale della Coppa dei Campioni 1968-1969.

La Fossa dei Leoni è stata un'associazione di tifosi del Milan, nata nel 1968. Fu il primo gruppo ultras vero e proprio nato in Italia. Nacque quando un gruppo di ragazzini iniziò a ritrovarsi presso la rampa 18 dei settori popolari dello Stadio di San Siro, indossando la maglia del Milan e portando bandiere e sacchetti di coriandoli.
Venne scelto questo nome ispirandosi al soprannome dato al vecchio campo del Milan, un campo di periferia milanese vicino a Linate. Una più recente testimonianza chiarisce che il nome fu scelto dagli stessi occupanti della Rampa 18, dopo che il padre di un giovane tifoso asserì, in dialetto milanese, che quel settore sarebbe dovuto diventare una sorta di "fossa dei leoni", per incutere timore a chi vi si fosse affacciato. La disposizione del gruppo nella curva, sopra l'ingresso dei popolari, dava, effettivamente, l'idea di entrare per l'appunto in una fossa di leoni. Nel 1972 dalla rampa 18 la Fossa dei Leoni si spostò sul rettilineo. Nello stesso anno venne ideato l'inno, tratto dal film L'armata Brancaleone. In quegli anni andavano stringendosi anche le identificazioni politiche dei vari gruppi ultras, la gran parte della Fossa si identificò con gli ambienti di sinistra, altra verso ambienti di destra anche se non c'è mai stato un preciso schieramento politico vista l'eterogeneicità del pensiero politico delle migliaia di iscritti e simpatizzanti.
Negli anni la Fossa è stata un modello per numerosi gruppi ultras italiani, entrando anche nella storia del cinema in seguito all'interpretazione, da parte di Diego Abatantuono, del ras della Fossa nel film Eccezzziunale veramente. È stata sciolta il 15 novembre 2005 in seguito alle polemiche relative a uno striscione rubato dopo la partita Milan-Juventus del precedente 29 ottobre. La decisione dei dirigenti della Fossa di terminare l'esperienza arrivò in un contesto di minacce e aggressioni e di un conflitto strisciante tra tifosi, durante il quale la Fossa fu accusata da altri gruppi ultras di aver richiesto l'intermediazione della Digos per ottenere la restituzione dello striscione (comportamento inaccettabile secondo le logiche ultras).
Tale accusa tuttavia, non è mai stata dimostrata e, secondo alcuni osservatori e commentatori, lo scioglimento del gruppo è da ricondursi a questione politiche (la Fossa era da tempo entrata in contrasto con gli altri gruppi ultras milanisti, legati ad ambienti di destra) ed economiche (il controllo della gestione dei biglietti, del merchandising e dell'organizzazione delle trasferte). In seguito a vari tentativi di rifondazione, nacque poco dopo (il 31 dicembre 2005) il gruppo Guerrieri Ultras Curva Sud Milano, in cui confluirono alcuni ex esponenti della Fossa dei Leoni. Altri ex Fossa formarono, pochi giorni prima, il gruppo Leoni della Sud, che mantenne il vecchio simbolo della testa di leone della FdL, ma, non trovando aderenti, si sciolse nel giro di qualche settimana.

### Brigate Rossonere

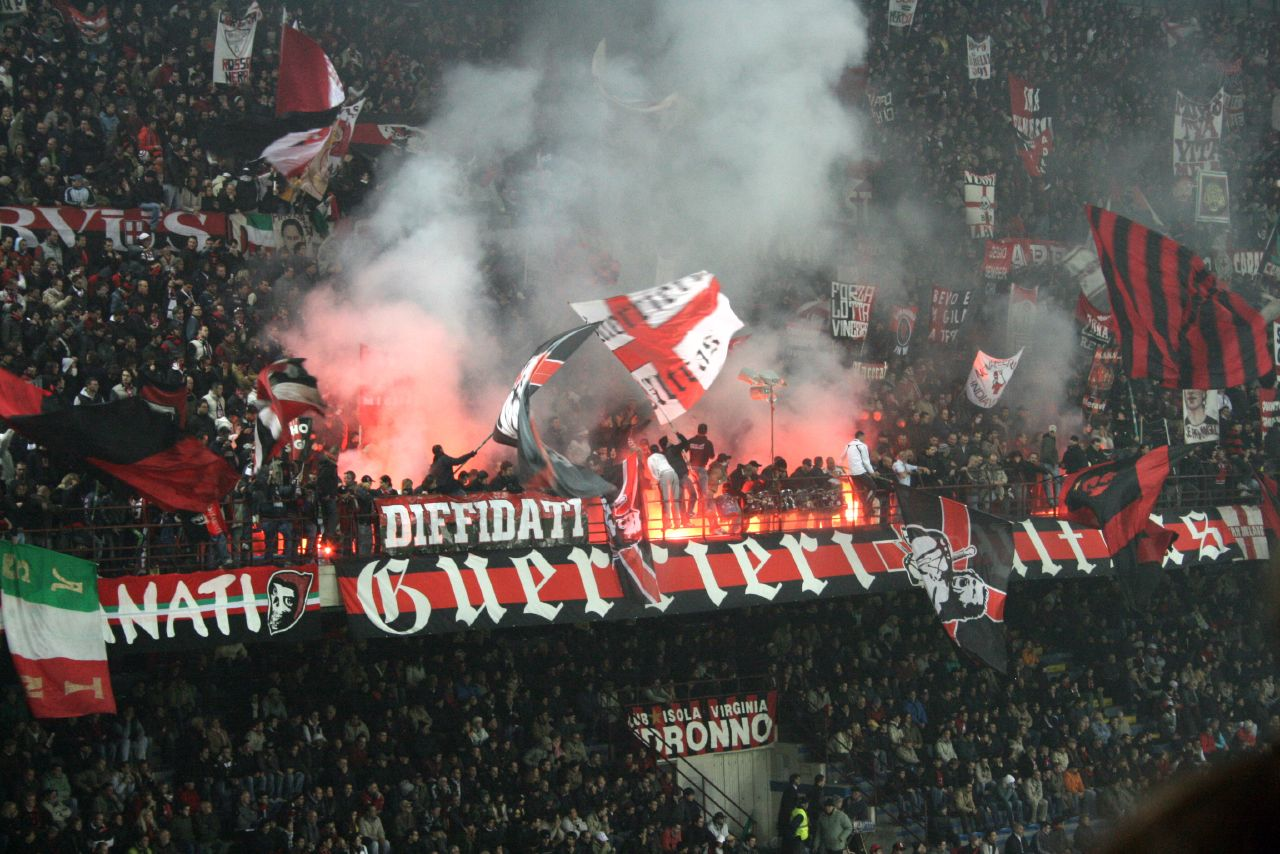
La Curva Sud nel 2006.

Le Brigate Rossonere (BRN), nascono nel 1975 dall'unione di due gruppi: Cava del demonio e Ultras. Insieme alla Fossa dei Leoni e con i Commandos Tigre hanno costituito l'asse portante della curva sud rossonera per 30 anni. La prima uscita dello striscione delle Brigate avvenne il 12 ottobre 1975 per un Milan - Sampdoria.
Nel corso della propria storia le Brigate hanno seguito il Milan in tutte le partite di campionato, Coppa dei Campioni, Supercoppa Europea, Coppa Intercontinentale/Coppa del Mondo per club, Coppa UEFA, e le altre competizioni a cui il Milan ha partecipato. Per anni sono stati uno dei gruppi all'avanguardia nell'organizzazione del tifo e delle coreografie. È delle Brigate l'allargamento dello strumento della vendita di materiale da stadio (adesivi, sciarpe, magliette, foulards, bandiere, spille e posters) non più col solo simbolo del Milan ma con il proprio "logo" per autofinanziamento. La raccolta di notevoli quantità di denaro ha permesso al gruppo di poter portare tanti ragazzi a San Siro e, soprattutto, in trasferta a prezzi ridotti; allargando in tal modo il numero dei propri associati.
Nei momenti migliori le Brigate hanno avuto diverse migliaia di tesserati e una quindicina di sezioni su tutto il territorio italiano. La notorietà e il prestigio delle Brigate Rossonere nel mondo degli Ultras italiani, indipendentemente dalle rivalità e da alcuni episodi di cronaca nera, non sono mai stati in discussione. Quando lo striscione del gruppo è sparito dagli spalti di San Siro molti attestati di stima sono arrivati anche dai più acerrimi rivali.
Nel 1995 sono state al centro di un triste avvenimento accaduto allo stadio Marassi di Genova prima di un Genoa-Milan, quando un giovane tifoso genoano fu accoltellato all'addome da un esponente di un gruppo di milanisti giunti nella città ligure separatamente dal resto della curva. In seguito, questo gruppetto fu ricondotto a una scissione delle stesse Brigate. Il direttivo in seguito a questi fatti fu ricomposto, salvando le storiche Brigate da un sicuro scioglimento. Il 19 ottobre 2005 hanno festeggiato a San Siro il loro trentennale in occasione della partita di Champions League contro il Psv Eindhoven, e per l'occasione hanno pubblicato un DVD celebrativo. Nel 2009, così come accaduto per altri gruppi della curva milanista, anche le Brigate Rossonere sono state assorbite dal solo ed unico gruppo che gestisce il tifo rossonero: Curva Sud Milano. Il loro striscione, così come quello della Fossa dei Leoni, continua ad essere esposto in curva, come simbolo di rispetto nei loro confronti e come simbolo di continuità con i vecchi appartenenti che fecero la storia di questa gloriosa curva.
Nanni Balestrini raccontava nel suo romanzo I furiosi (1994) la storia di una serie di tifosi milanisti appartenenti alle BRN, nelle loro trasferte e nelle violenze dentro e fuori dagli stadi. Attraverso i racconti in prima persona di alcuni di questi tifosi, vengono raccontati i viaggi in pullman e in treno, le sfide con le tifoserie avversarie, gli scontri con la polizia, la vita nei quartieri di Milano ai margini della società e lo sviluppo di una coscienza di gruppo.

### Commandos Tigre
Nati nel 1967 dall'unione tra Commandos Clan e Fedelissimi, i Commandos Tigre sono in assoluto il gruppo più vecchio e longevo di tutta la tifoseria ultras in Italia; si posizionarono fino al 1985 nei distinti nord (attuale primo anello verde). Nel 1985 si spostarono al primo anello della curva sud andando a formare, con la Fossa dei Leoni e le Brigate Rossonere, la triade Commandos-Fossa-Brigate che per venti anni guiderà la curva sud.
Vissero il periodo di maggiore crescita a livello di numero (circa 2.000 tesserati) nel decennio del Milan di Sacchi e Capello. Contano un centinaio di aderenti compresi gli appartenenti alle sezioni "Brianza" (nata nel 1990), "Parabiago" e "Toscolano Maderno".
Sono affiancati al primo anello dello stadio dal gruppo dei Rams, nato nel 1984, e dai Fanatic, gruppo nato nella stagione 2008-2009. A seguito delle nuove norme relative all'ingresso degli striscioni negli stadi lo storico striscione Commandos Tigre non viene esposto e al suo posto dalla stagione 2013-2014 compare lo striscione TIGRE 1967. I Commandos Tigre sono usciti dalla Curva rossonera in seguito ad una trasferta a Genova, nella quale sono avvenuti scontri tra la Curva Sud e i Commandos, scontri che hanno portato il club a sospendere le proprie attività pur senza uno scioglimento ufficiale (il comunicato apparso su vari canali social e media nei giorni successivi era assolutamente falso, conteneva informazioni sbagliate ed è stato smentinto dal direttivo in carica del gruppo).

### Altri gruppi storici

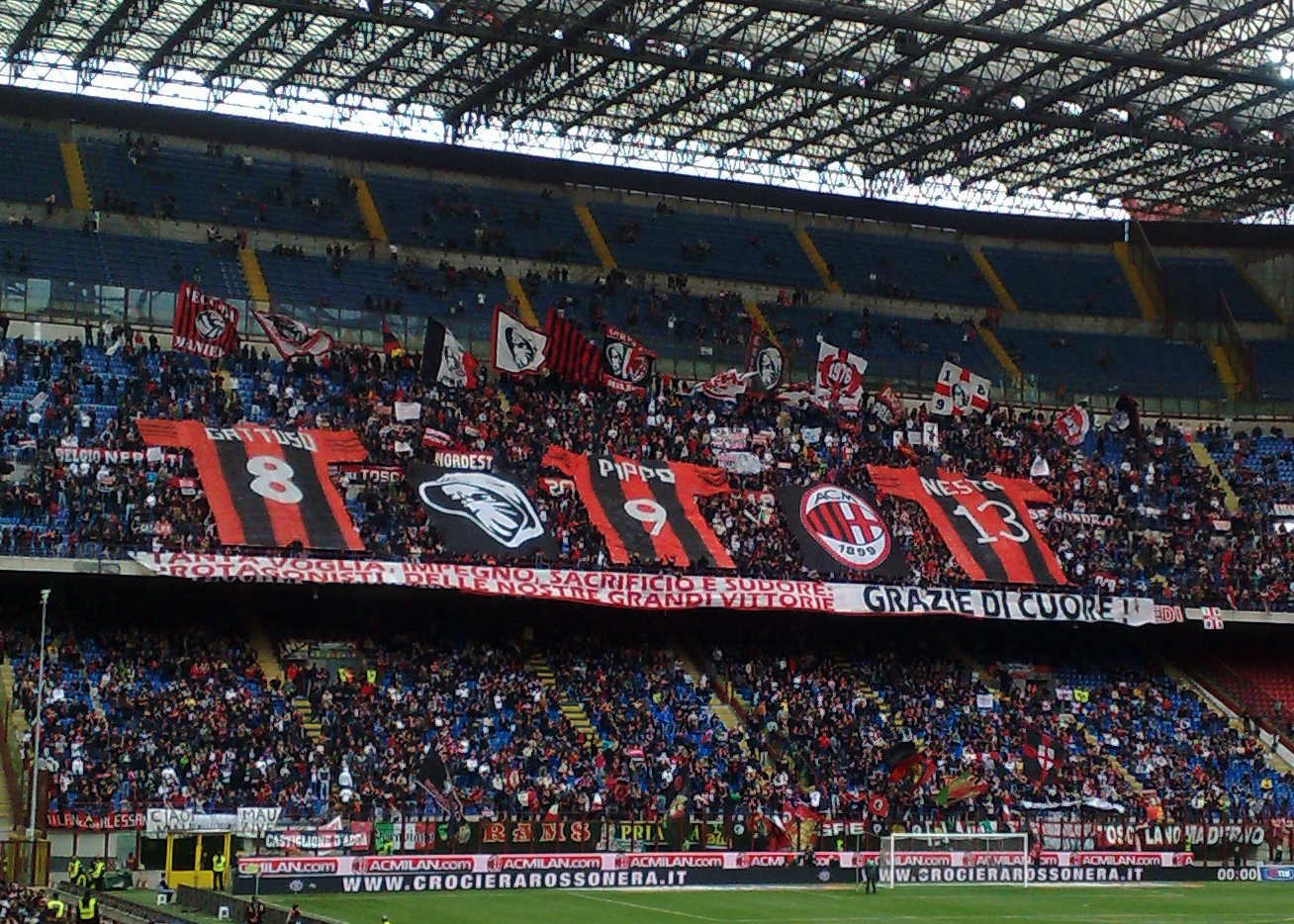
La Curva Sud tributa l'omaggio finale a Gennaro Gattuso, Filippo Inzaghi e Alessandro Nesta nel giorno della loro ultima partita in rossonero, 13 maggio 2012.

L'Alternativa Rossonera (abbreviazione ARN) è il gruppo più giovane della Curva Sud. Nato il 6 luglio 1994, nel corso degli anni si è messo in evidenza in modo sempre più deciso all'interno della curva per colore, iniziative e presenza, nonostante sia nato in un'epoca di crisi per il mondo ultras. Il nome deriva dalla concezione della mentalità del gruppo, collocato a metà fra la visione di Milan Club e il concetto estremo di gruppo ultras. Gode di numerose sezioni in tutta Italia, e nel 2004 ha celebrato il suo decennale. Da novembre 2008, causa problemi interni al gruppo, Alternativa Rossonera non fa più parte della Curva Sud. Dalla stagione 2009-2010 il gruppo si è spostato nel secondo anello verde di San Siro. Dal marzo 2011 è sparita dal secondo anello verde.
Il Gruppo Veleno nasce nel 1999 dall'idea di un gruppo di ragazzi della zona nord di Milano e della Brianza già facenti parte delle Brigate Rossonere, sempre al fianco delle Brigate nelle partite in casa e dei Commandos in trasferta, dopo circa sei anni di assidua militanza e presenza al secondo blu il gruppo si scioglie per motivi politici, tuttora qualche militante dell'ex Gruppo Veleno (che arriva a toccare i 50 tesserati) fa parte dei Commandos Tigre.
Nel 2005 nasce il gruppo Guerrieri Ultras Curva Sud Milano dalla sinergia di alcuni militanti della ex Fossa dei Leoni e appunto i nuovi Guerrieri che, in serenità e accordo con il resto dei gruppi della curva, ha colmato il vuoto lasciato sia in curva sud che nel cuore di molti milanisti. Come altre tifoserie italiane, i Guerrieri non sono contraddistinti da nessuna ideologia politica («né rossi né neri, ma solo rossoneri»). È un gruppo indipendente che ha come unico scopo quello di tifare e battersi per una sola causa: il Milan.

### Situazione attuale

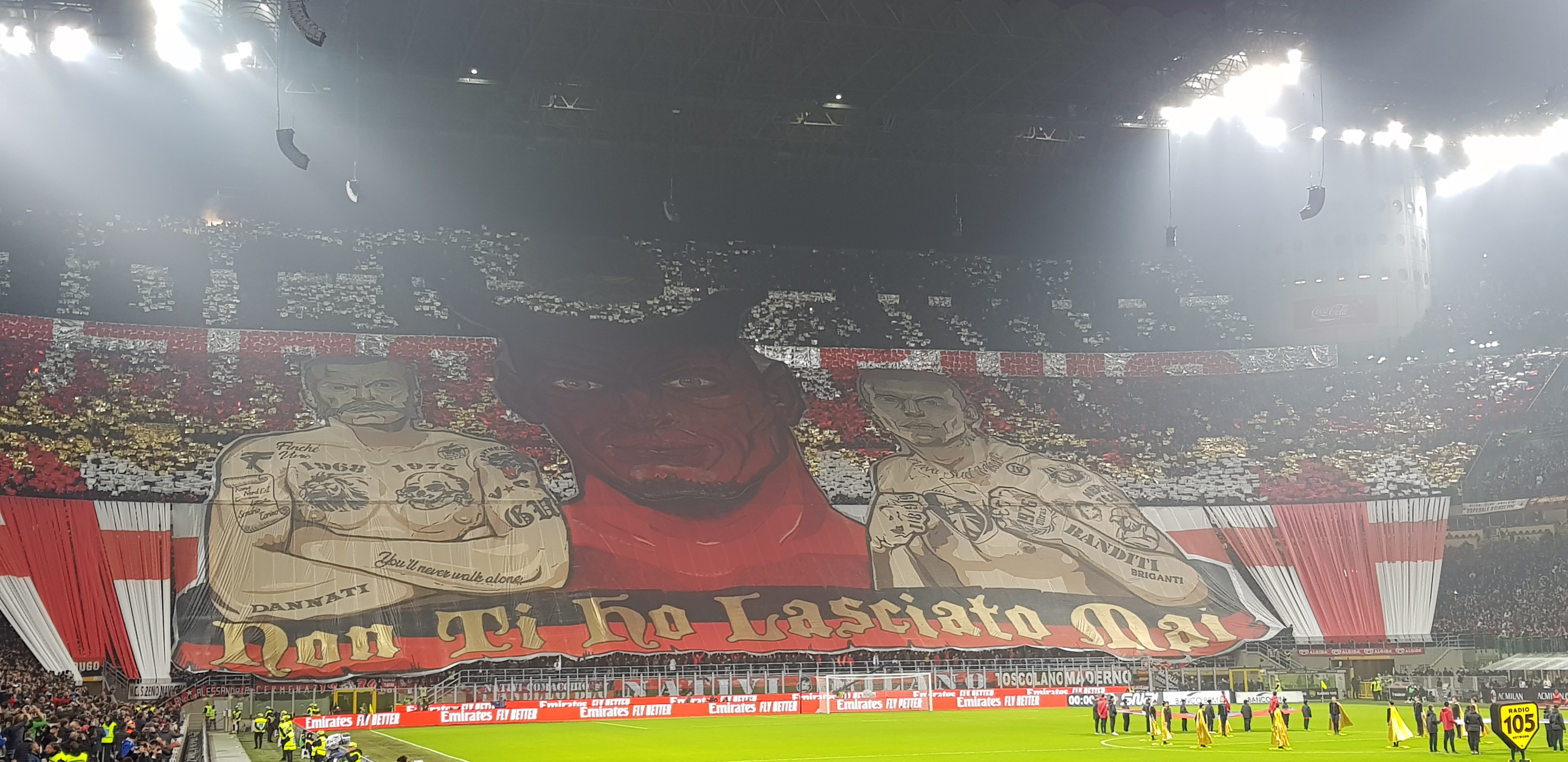
La scenografia della Curva Sud prima di Milan-Juventus dell'11 novembre 2018, con tutti i loghi dei gruppi organizzati.

Dal 2008 la maggioranza dei gruppi preesistenti della tifoseria del Milan si sono riunite sotto il nome di Curva Sud Milano con sede in via Sacco e Vanzetti 53, nella zona industriale di Sesto San Giovanni e con sezioni a Torino, Toscana, Emilia-Romagna, Nordest, Quarto, Belgio, Sondrio, Aosta, Ivrea e Roma. Lo striscione occupa la transenna principale dello stadio, affiancate dai sottogruppi Estremi Rimedi, Vecchia Maniera, Ultras 1976.
Dalla gara contro l'Udinese dell'11 settembre 2016 fino alla gara contro il Bologna del 21 maggio 2017 la Curva Sud decise di tornare a esporre sulla transenna del primo anello blu gli striscioni della Fossa dei Leoni e delle Brigate Rossonere riportando le date di nascita e scioglimento, volendo in questo modo rendere omaggio alla loro storia, "perché è doveroso per noi ricordare da dove nasciamo e dove siamo cresciuti, tramandando il passato alle nuove generazioni".
Dalla gara contro il Craiova del 3 agosto 2017 sulla transenna del primo anello blu è esposto lo striscione del gruppo Nativi Milano mentre dalla gara contro la Juventus del 31 marzo 2018, la Curva Sud Milano ha esposto il nuovo striscione che occupa la transenna principale al secondo anello.
In occasione del primo derby del post Berlusconi, gli striscioni delle tifoserie storiche tornano al secondo anello blu.

### Cronologia
1967 - Nascita del Commandos Tigre
1968 - Nascita della Fossa dei Leoni
1973 - Nascita degli Ultras
1973 - Nascita della Cava del Demonio
1975 - Scioglimento degli Ultras
1975 - Scioglimento della Cava del Demonio
1975 - Nascita delle Brigate Rossonere
1994 - Nascita di Alternativa Rossonera
2005 - Scioglimento della Fossa dei Leoni
2005 - Nascita dei Guerrieri Ultras Curva Sud Milano
2005 - Nascita dei Leoni della Sud
2008 - Scioglimento dei Guerrieri Ultras Curva Sud Milano
2008 - Scioglimento dei Leoni della Sud
2008 - Nascita di Curva Sud Milano
2010 - Scioglimento delle Brigate Rossonere
2011 - Scioglimento di Alternativa Rossonera
2016 - Scioglimento del Commandos Tigre

## Gemellaggi e rivalità

### Gemellaggi

Le tifoserie di Milan e Brescia, gemellate dal 1986, rinsaldano il loro legame in occasione della gara di campionato del 2 ottobre 1994.

I tifosi del Brescia, sono gli storici gemellati con quelli del Milan, legame nato nel 1986. Esiste inoltre un'amicizia con la tifoseria della Reggina, nata nei primi anni 2000 quando la compagine calabrese militava stabilmente in serie A, svariate gli incontri in quegli anni, storica fu la partita che sancì la matematica salvezza dei calabresi nel 2007 con la penalizzazione di undici punti, proprio contro i rossoneri freschi della vittoria della Champions, in quell'occasione ci fu un'invasione di campo di entrambe le tifoserie per una festa comune. Altri legami esistono con le tifoserie del CSKA Sofia e del Partizan; questo, siglato col gruppo 40+, è stato caratterizzato inizialmente dalla difficile convivenza interna dei gruppi serbi, con tanto di aggressione subita da parte dei milanisti, ospiti a Belgrado nel 2012; un successivo chiarimento ha permesso lo sviluppo dell'amicizia.
Esiste un rapporto di stima con la tifoseria del Siviglia, nato durante la finale di Supercoppa UEFA 2007: in quella gara è stato osservato un minuto di raccoglimento in memoria di Antonio Puerta, difensore degli spagnoli morto nei giorni precedenti, e per ricordarlo tutti i giocatori di entrambe le squadre hanno indossato una maglia che, sotto il proprio numero, riportava il suo nome e in tribuna vi erano numerosi striscioni dedicati al difensore; inoltre, durante l'intervallo, due ultras del Milan hanno portato sotto la curva del Siviglia uno striscione recante la scritta "Onore a Puerta", con i tifosi spagnoli che hanno ringraziato quelli rossoneri con il coro "Milan, Milan". Da tempo tuttavia le due tifoserie non si incontrano.
In passato esistettero diversi gemellaggi, oggi conclusi: con Bologna (1976-1996), Como, (siglato nei primi anni 1980 e concluso con lo scioglimento della Fossa Lariana, gruppo di tifosi comaschi nel 1992), Napoli (1982-1990), Genoa (1973-1982), Verona (1973-1975) e Pescara (1988-1992). Sono esistiti importanti rapporti di amicizia anche con le curve di Vicenza (1976-1999), Torino (anni 1980), Roma (fine anni 70-1986), Pisa (anni 1980), Venezia (1999, scemato nel tempo), Atlético Madrid (anni 1990), Panathīnaïkos (primi anni 2000) e Dinamo Zagabria (anni 90). Rispetto in passato anche con la tifoseria del Cesena (fu siglato un gemellaggio nel 1981, subito rotto).
Il settore giovanile, invece, ha numerose Scuole Calcio e società dilettantistiche gemellate con cui ha rapporti di collaborazione tecnica per la formazione dei giovani.

### Rivalità

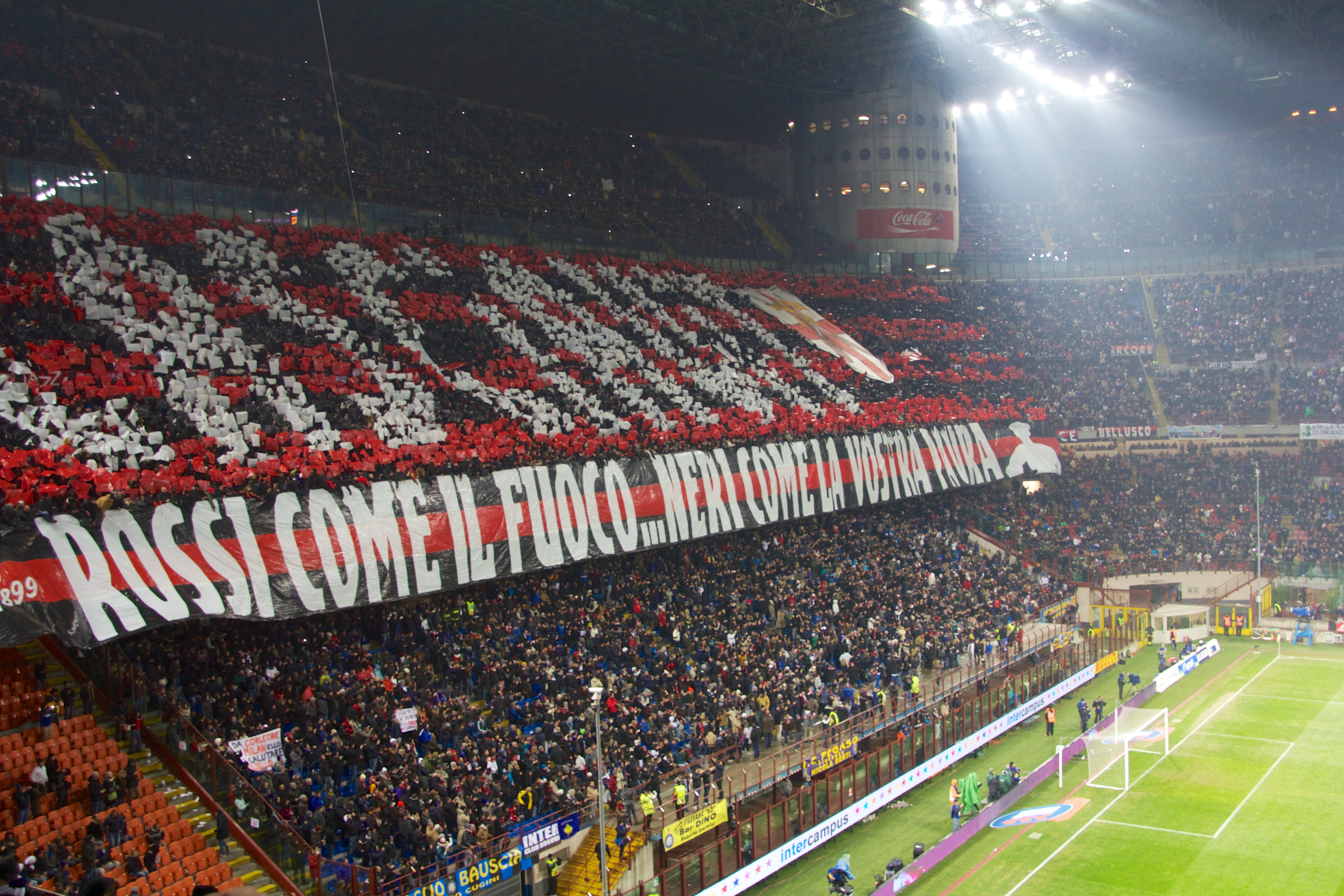
Scenografia dei tifosi milanisti per il derby contro l' del 24 febbraio 2013: casciavìt è il termine che indica scherzosamente l'operaio in dialetto milanese, e con cui la Curva Sud rivendica la sua origine popolare rispetto ai baùscia interisti.

La rivalità più antica dei tifosi milanisti è quella in essere con i concittadini dell'Inter. Il derby tra le due squadre milanesi viene detto Derby della Madonnina per la statua della Madonna (appunto Madonnina) in cima al Duomo di Milano; numerosi e gravi gli incidenti durante gli anni 1970; dal 1983, per porre fine alla violenza ordinaria, le due tifoserie sono giunte a un accordo di non belligeranza.
Anche con la Juventus vi è da sempre una rivalità molto accesa: le due squadre sono le più titolate in Italia e si sono affrontate svariate volte per il conseguimento del titolo di campione d'Italia, oltre che nella finale di Champions League del 28 maggio 2003 a Manchester, vinta dai rossoneri ai rigori, cinque volte in finale di Coppa Italia e tre in Supercoppa italiana.
Sono presenti accese rivalità con le curve di Fiorentina, Sampdoria, Lazio, Cagliari, Atalanta e Udinese. Recentemente, a seguito di violenti scontri durante un torneo ultras dovuti a questioni personali, è nata una rivalità con la curva nord di Latina.
Va fatto notare come dalla rottura di alcuni gemellaggi siano sorte delle inimicizie: con il Verona (gemellato fino ai primi anni 1970), contro cui il Milan perse due scudetti a vantaggio di Juventus e Napoli (la Fatal Verona); con il Napoli, a seguito della citata beffa scudetto del 1990; con la Roma, acuitasi dopo la morte del tifoso romanista Antonio De Falchi avvenuta a Milano nel 1989.
Anche i tifosi del Genoa sono considerati rivali di quelli del Milan. Dopo la rottura del gemellaggio, a seguito di uno scontro-salvezza vinto dal Milan a Marassi nel 1982, sorse una rivalità, acuita poi nel 1995 dall'uccisione di Vincenzo Spagnolo, tifoso genoano, da parte di un tifoso milanista. L'omicidio fu fra i motivi della tensione con i bolognesi nel 1996, a causa del gruppo Mods Bologna, ostile al rapporto (cui erano favorevoli gli altri gruppi felsinei). Minori i contrasti esistenti con gli ex amici di Vicenza e Torino, mentre totale indifferenza è nutrita verso comaschi, cesenati, pisani e pescaresi.

### Libri
- M. Ambrosio, R. Bertoglio, F. Pedretti, M. Stolfi e F. Velati, Nella Fossa dei Leoni - La storia della Fossa dal '68 ai giorni nostri, 2003.
- Elena Pigozzi, Come difendersi dai Milanesi, Firenze, Giunti, 2006.
- Marco Sappino (a cura di), Dizionario del calcio italiano, Baldini & Castoldi, 2000. URL consultato il 5 maggio 2013 (archiviato dall'url originale il 24 marzo 2015).
- Eva Sacchi, Massimiliano Rapone, Vita da ultras. Una storia d’amore in curva, Agenzia X, 2021.
- Curva Sud Milano, "NOI - CURVA SUD MILANO", Autoproduzione, 2021. 760 pagine
- Stefano Pozzoni - Dove sono gli Ultrà, ZELIG - Milano, 2005
- Donatella Evangelista - Tifosa e basta - C'era una volta? SEDIZIONI - Milano, 2008

### Pubblicazioni varie
- Demos & Pi, LI Osservatorio sul Capitale Sociale degli italiani - Il tifo calcistico in Italia (PDF), settembre 2016.